# Ilafy (colline)
Pour les articles homonymes, voir Ilafy (homonymie).
La colline d'Ilafy fait partie des douze collines sacrées de l'Imerina pour le peuple Merina de Madagascar, qui possède un palais royal ou Rovan'Ilafy.
Elle est localisée dans la région Analamanga, partie nord d'Antananarivo, à 10 kilomètres, dans le district d'Avaradrano, commune d'Ankadikely Ilafy.
L'histoire de cette colline est liée étroitement avec l'histoire de la royauté Merina et l'accès au trône du roi Andrianampoinimerina.

## Histoire

### Origines et signification du nom
Initialement appelée Ambohitrakanga, signifiant "colline des pintades" en raison des forêts qui abritaient ces oiseaux, la colline fut rebaptisée Ilafy sous le règne d'Andriamasinavalona (1675-1710),. Ce nom dérive de "lafin-kavan'Andriana", qui se traduit par "parents par alliance", car elle servait de résidence à de nombreux membres de la noblesse, notamment ceux d'Andriamasinavalona d'Ambohimanga et d'Andriambahoakafovoanitany d'Arivonimamo,.

### Capitale des Tsimiamboholahy
La colline d'Ilafy est une des trois grandes collines d’Avaradrano. Ilafy était la capitale des Tsimiamboholahy, un groupe statutaire composé des Andriamanarefo, Andriantefana et Andriamanazary.

### Rôle sous les souverains Merina
Le village d'Ilafy est présenté dans les histoires anciennes comme la jumelle du village de Namehana. Avec Namehana, le village d'Ilafy partageait son culte de « sampy » communément appelé « Rabehaza » (celui qui a beaucoup de butins) représenté par un taureau. Ce culte fut affaibli sous le règne de la reine Ranavalona II qui ordonna lors d'un de ses « kabary » à Andohalo en 1869 la destruction de tous les « sampy » sous peine d'emprisonnement. Le seigneur d'Ilafy au temps du roi Andrianampoinimerina fut Rainilemanga mais il fut gouverné au temps d’Andriambelomasina par son fils ainée Andrianjafy. Bien qu'il vienne de la capitale ancestrale du royaume Merina (Ambohimanga) l'accès au trône de ce roi qui n'a pas été descendant direct des castes des Andriana n'a pas été aisés. Le groupe des Tsimiamboholahy d'Ilafy a prêté main-forte à l'ascension d'Andrianjafy en s'alliant au groupe Tsimahafotsy d'Ambohimanga pour le soutenir. Le nom Tsimiamboholahy est même décrit comme dérivant de « Tsimiamboho an-dRaboasalama » littéralement « Qui ne tourne pas le dos à Ramboasalama, le petit fils d'Andriambelomasina ». Durant le royaume malgache, Ilafy resta rattachée à Ambohimanga et était principalement habitée par les Hovas, la bourgeoisie de l'époque, notamment à Antsampandrano, où vivaient les nobles Andriambodilova. À la fin du XVIIIᵉ siècle, Ilafy était le domaine du roi Andrianjafy, dont le règne fut marqué par une gouvernance brutale qui le rendit impopulaire. Il chercha à éliminer son neveu, le futur roi Andrianampoinimerina, pour assurer la succession de son propre fils, Ralaitokana, en contradiction avec les volontés de son prédécesseur, Andriambelomasina. Cette tentative échoua, menant à son renversement et à son exécution à Antsahafady, Ambohimanga. Andrianampoinimerina accéda alors au trône, unifiant l'Imerina et consolidant son pouvoir. Dès lors, Andrianampoinimerina devint le Grand Roi d’Avaradrano, puis de l’Imerina.

## Le Rova d'Ilafy sous Radama II
Moins d’un siècle après le règne d'Andrianampoinimerina, Radama II a succédé au trône après sa mère et établit à Ilafy une maison de plaisance, fréquentée par de jeunes aristocrates appelés les Menamaso. Le Rova d'Ilafy est principalement associé au souvenir du roi Radama II, qui régna sur Madagascar de 1861 à 1863. Sa mère, la reine Ranavalona I, entretenait un attachement particulier à ce lieu en raison de son amour pour Andriamihaja, un bourgeois de Namehana, chef de l'armée sous le Premier ministre Rainiharo et père de Radama II. Les hommes d'Ilafy constituèrent les premiers soldats de l'armée malgache. C’est également là que furent élevés les "Omby Volavita", zébus royaux destinés aux sacrifices lors du Fandroana.
Radama II subit le même sort qu’Andrianjafy, victime d’un complot qui le conduisit à sa mort le 11 mai 1863. Il fut enterré au sommet de la colline, près de l’actuelle école, et une malédiction sembla peser sur Ilafy.
Aujourd'hui, ce palais abrite divers artefacts de l'époque, notamment des ustensiles de cuisine tels que des marmites en argile, des cuillères en bois et en corne de bœuf. On y trouve également des instruments de musique que le roi appréciait, comme des flûtes et des violons, ainsi que des effets personnels tels que des épaulettes de distinction, des lances et des sceaux,.

## Ilafy: Un centre industriel sous Ranavalona I

### Innovations industrielles
Sous le règne de la reine Ranavalona I, Ilafy se transforma en un centre industriel attirant l'attention des étrangers. En 1829, les Français Droit et Jean Laborde y établirent la première véritable industrie malgache. En 1832, Jean Laborde mit en place la première manufacture de fusils de chasse et de munitions à Imerina, destinée au royaume de Madagascar. Cependant, en 1837, il dut déplacer son usine à Mantasoa en raison du manque de matières premières disponibles à Ilafy.

### Agriculture et marchés
Ilafy était reconnue pour ses raisins, au point que l'expression "Mananjara ohatra ny voalobok’Ilafy" (« Chanceux comme le raisin d’Ilafy ») reflétait cette notoriété. Ces raisins figuraient parmi les offrandes destinées au roi d’Analamanga. Andrianampoinimerina y établit l'un de ses premiers marchés, où il formait également ses troupes, principalement composées de Hovas. De plus, Ilafy accueillit l'une des premières écoles primaires protestantes de Madagascar.

## Le Rova d'Ilafy aujourd'hui
Le Rova d'Ilafy est un site historique majeur qui attire les visiteurs grâce à son riche patrimoine culturel et ses infrastructures touristiques. Le palais en bois, édifié par Jean Laborde pour le roi Radama II, demeure un témoignage de l'architecture royale de l'époque. Les visiteurs peuvent également explorer la place publique et les emplacements des tombeaux princiers, offrant une immersion dans l'histoire malgache. En 1981, le palais royal d’Ilafy a été classé musée d'art par le ministre de la culture, Gisèle Rabesahala. En 2019, le ministère de la Communication et de la Culture a entrepris des travaux de rénovation pour promouvoir ce patrimoine et attirer davantage de touristes,. Les infrastructures locales comprennent six hôtels, deux centres d’accueil et trois centres de loisirs, facilitant l'accueil des visiteurs. De plus, Ilafy abrite un centre de recherche sur l’énergie solaire, illustrant l'harmonisation entre tradition et modernité. En 2013, le site accueillait entre 300 et 500 visiteurs par mois, dont 90 % étaient des Malgaches, témoignant de son importance culturelle nationale.

## Galerie photo

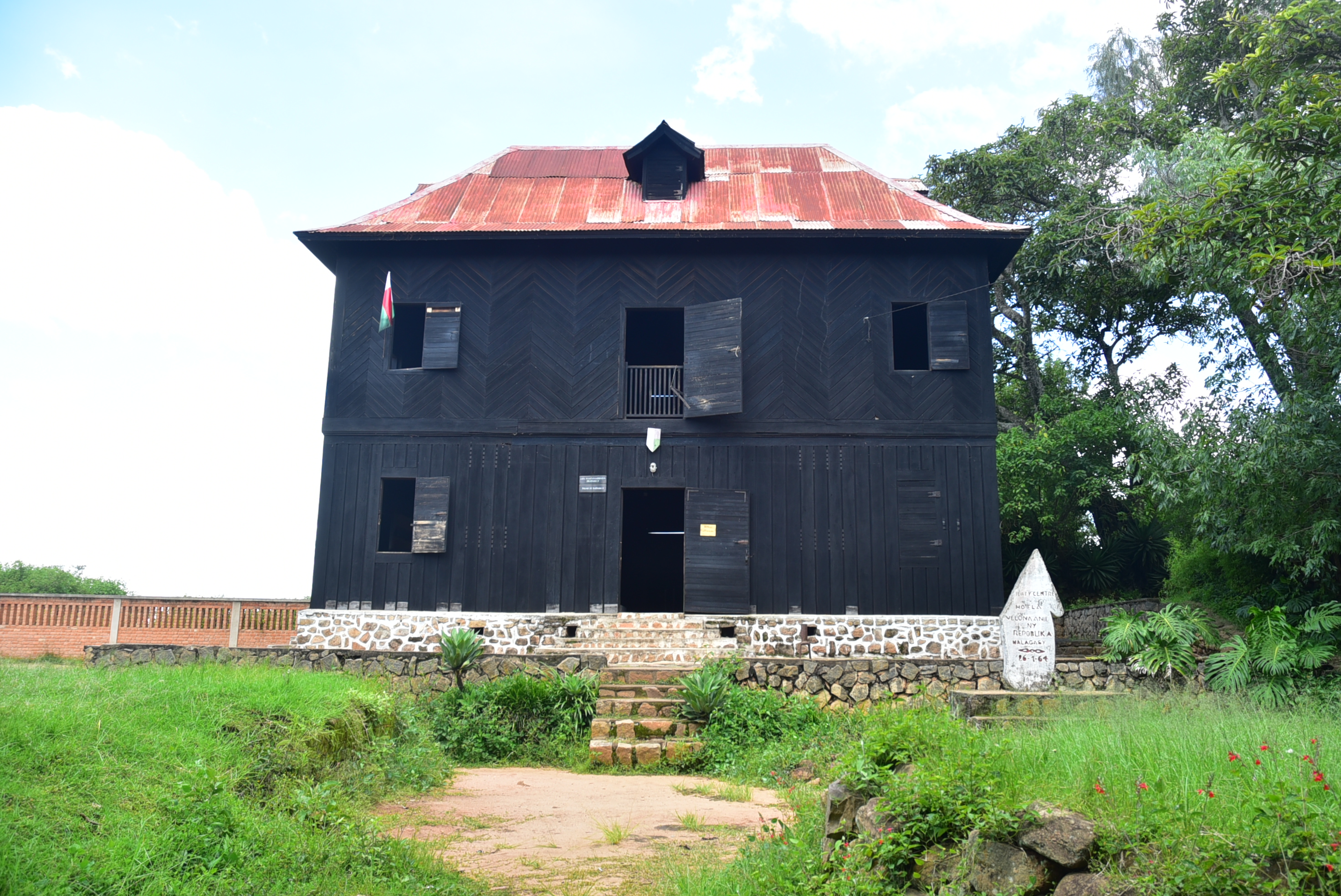
Palais Royal d'ilafy, Analamanga
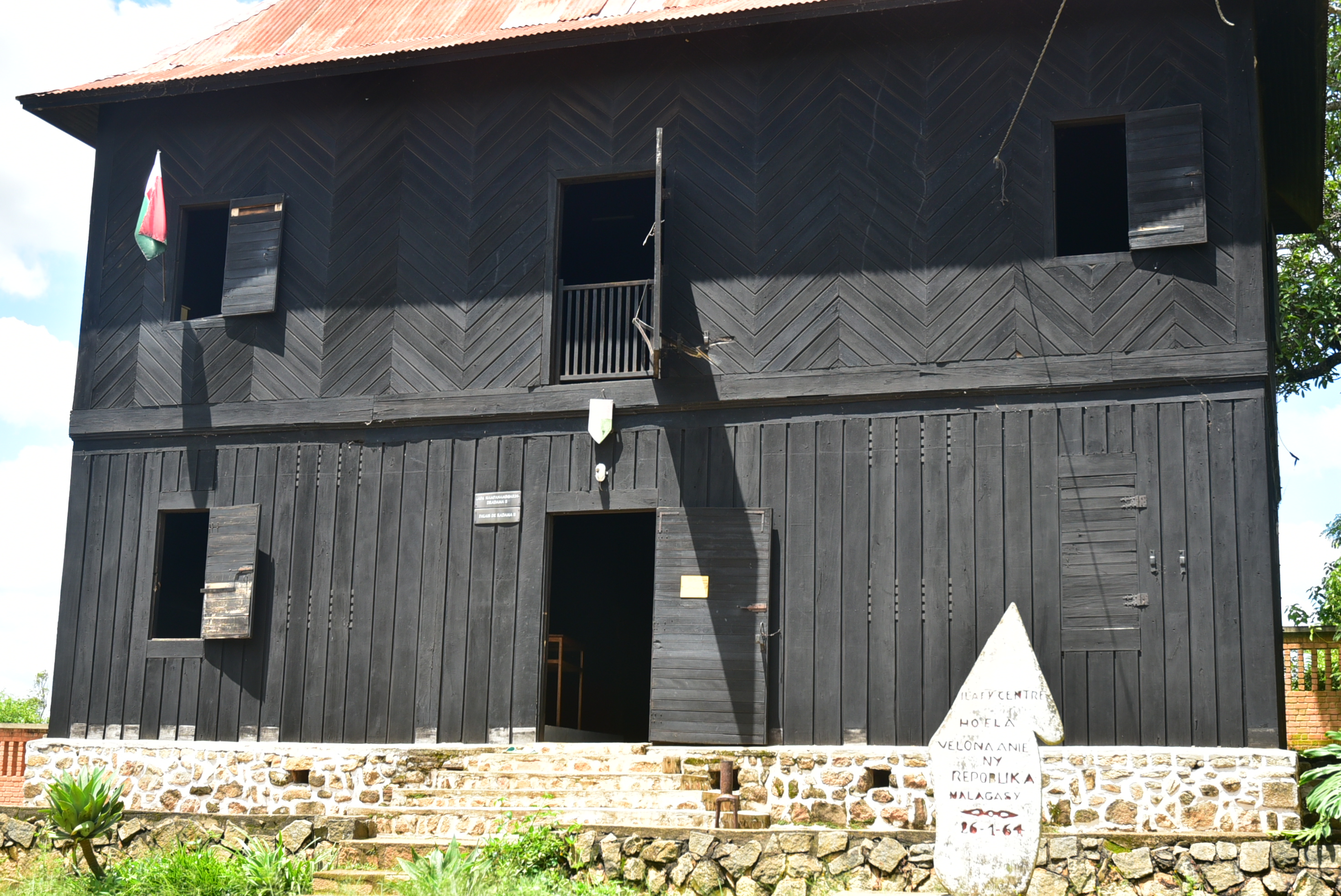
Détail de la façade occidentale du Palais Royal d'Ilafy
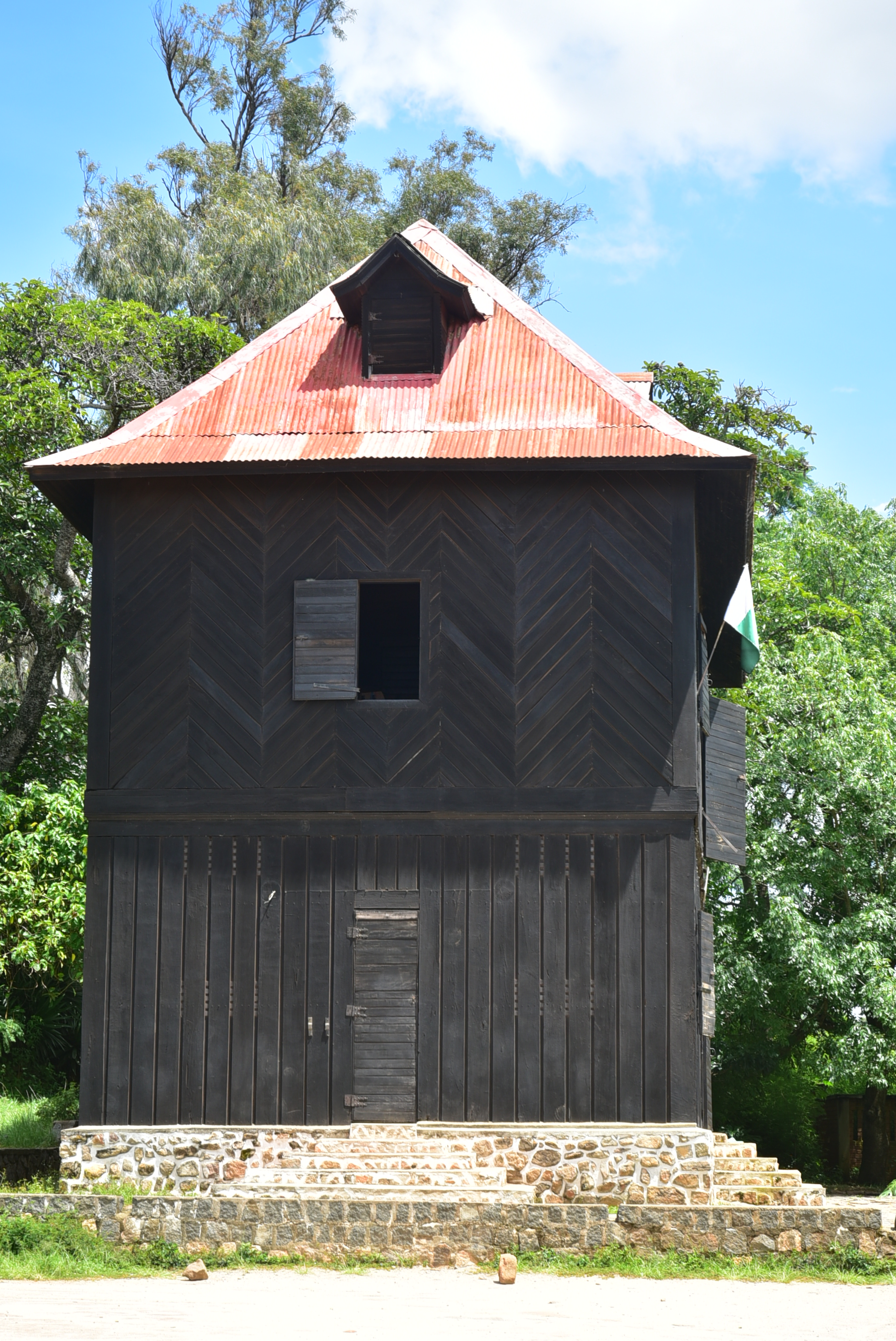
Façade nord du Palais Royal d'ilafy
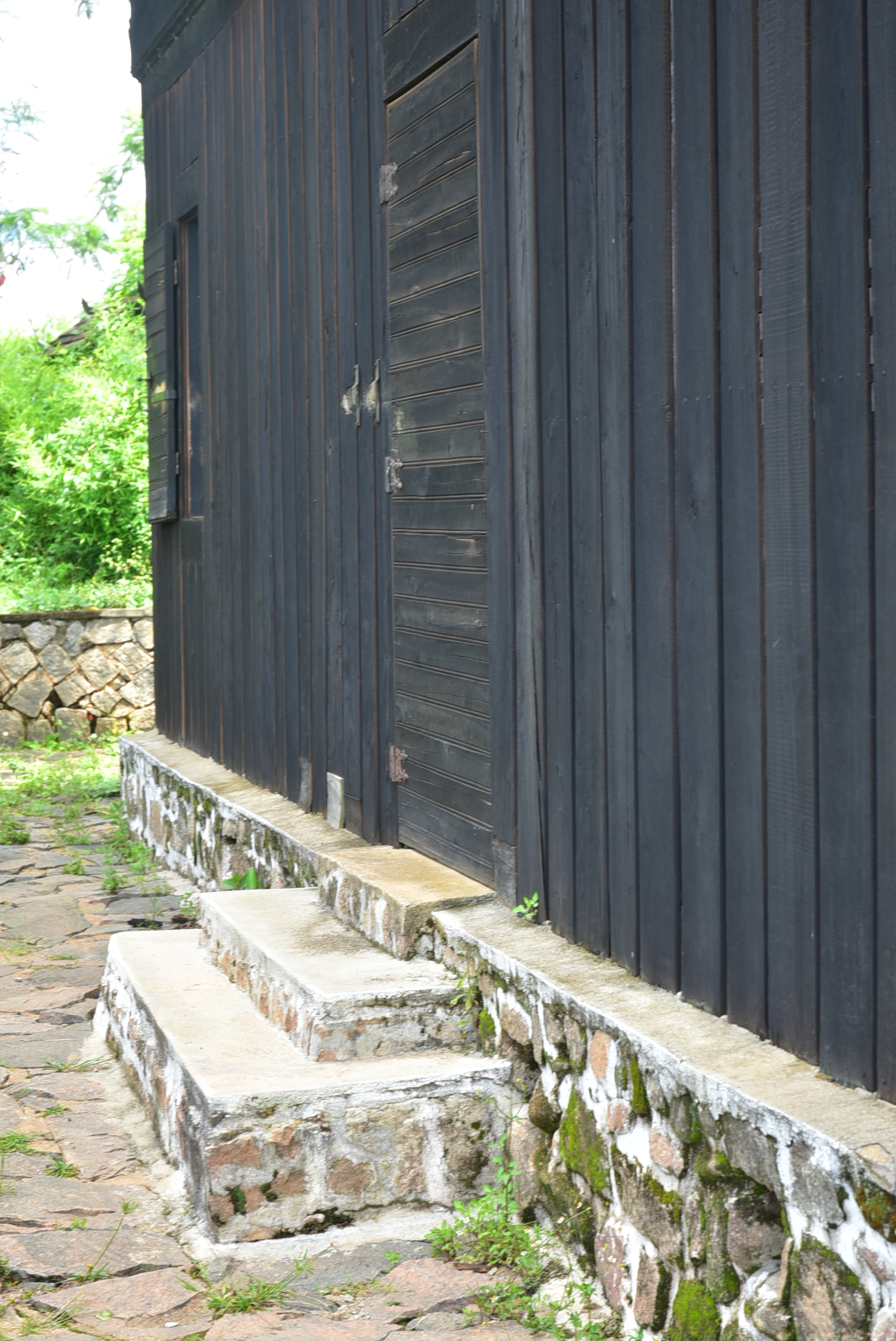
Porte est du Palais Royal d'ilafy
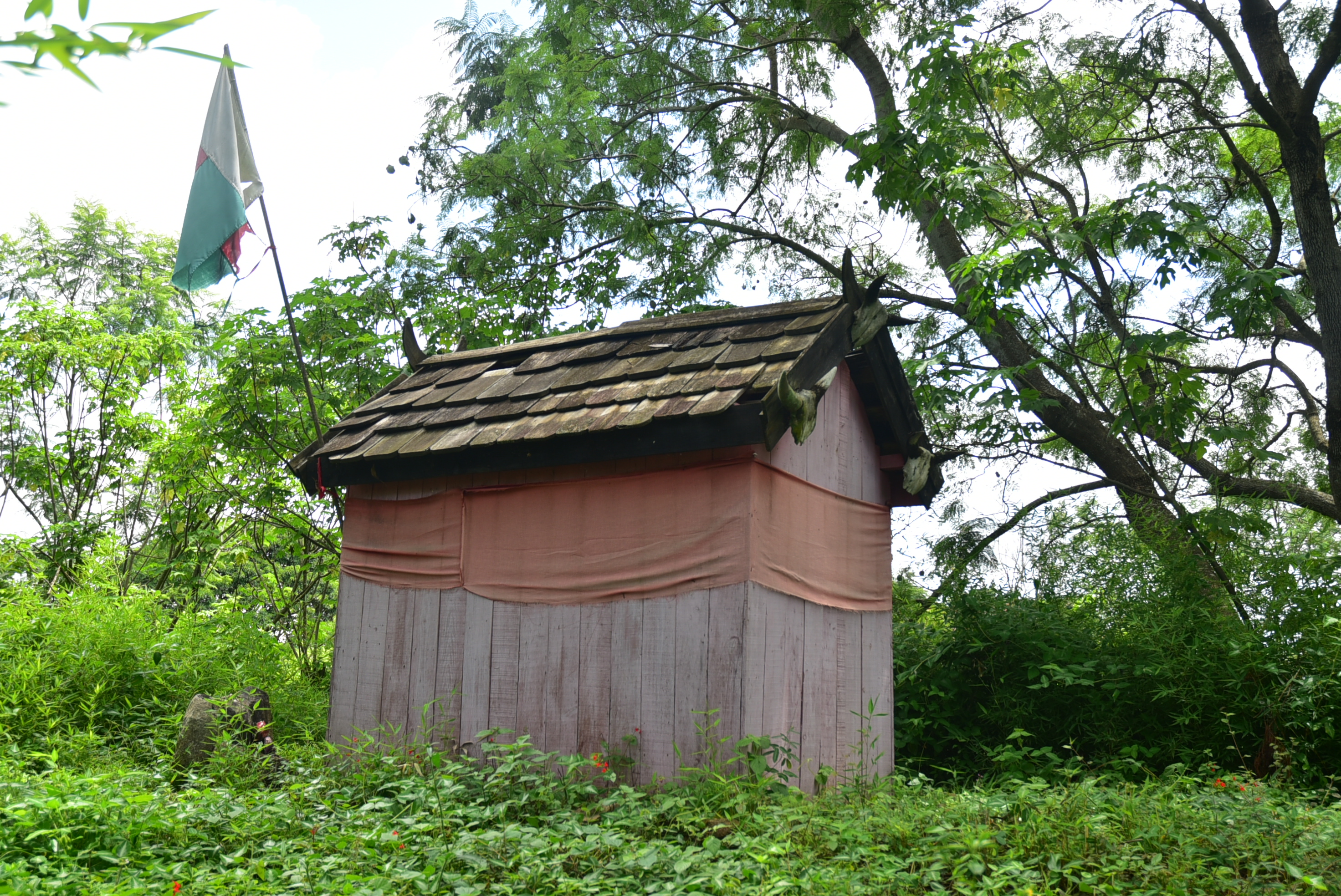
Tombeau royal près du Palais Royal d'ilafy
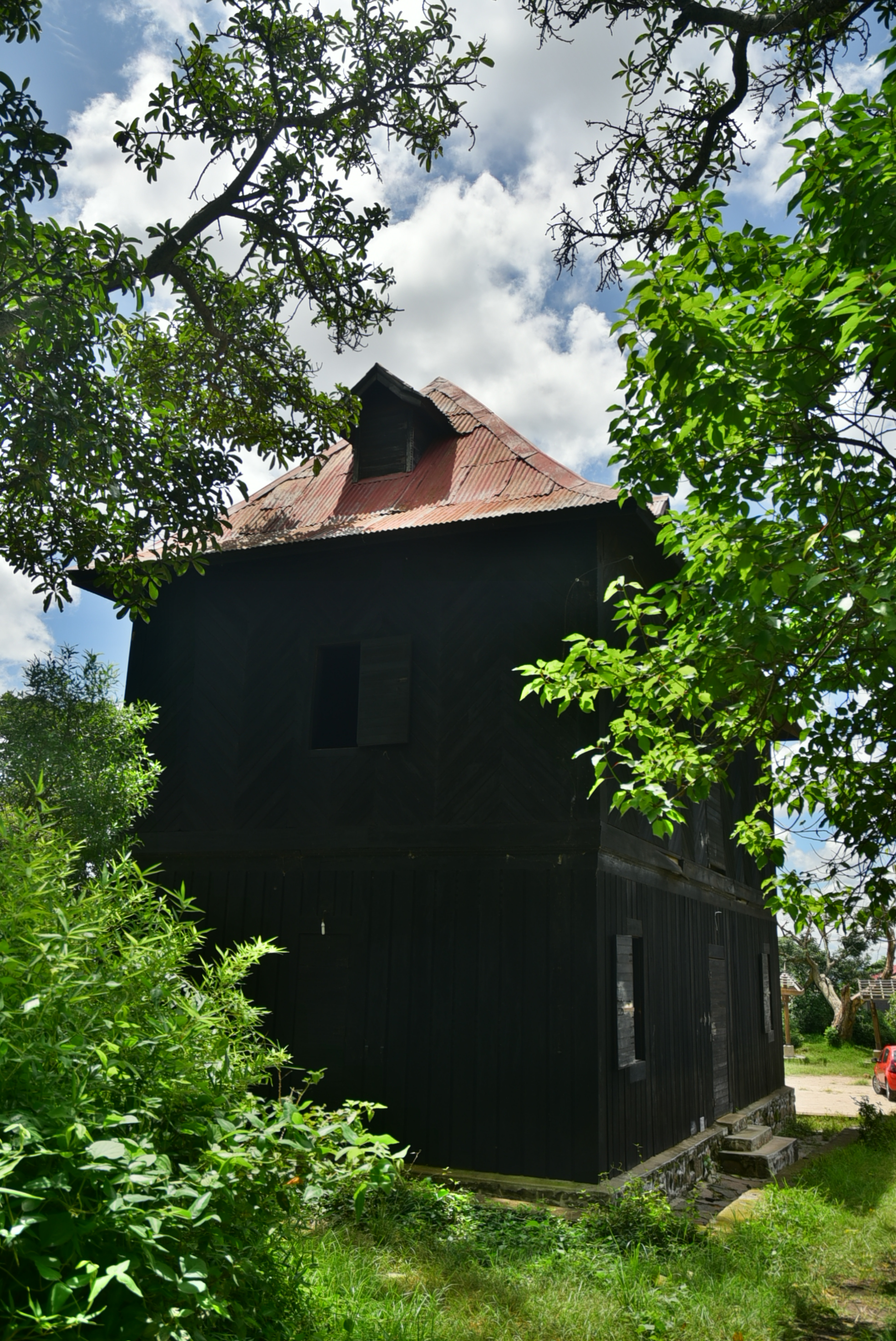
Face sud du Palais Royal d'ilafy
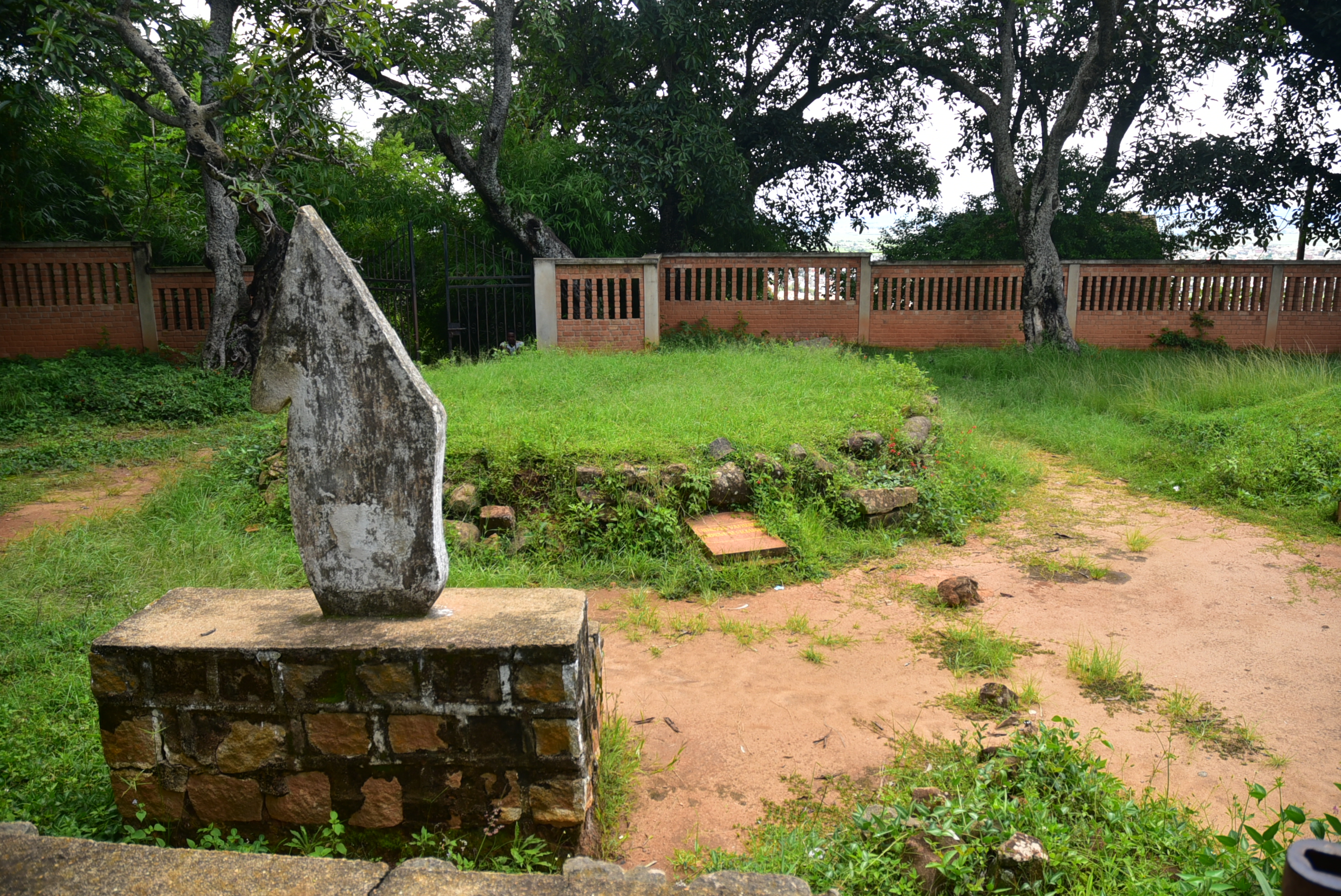
Scène pour les festivités devant le Palais Royal d'ilafy
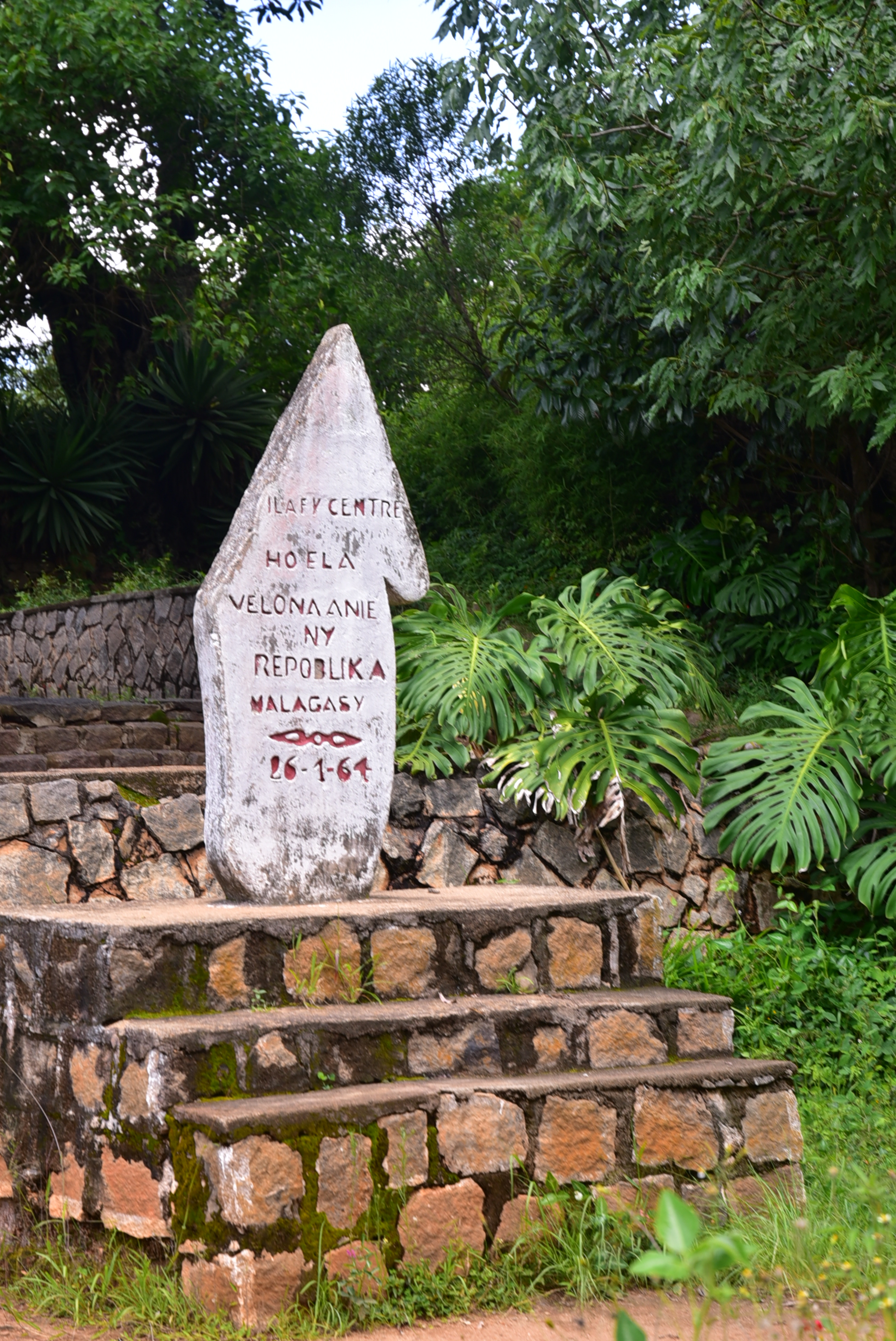
Stèle de Madagascar
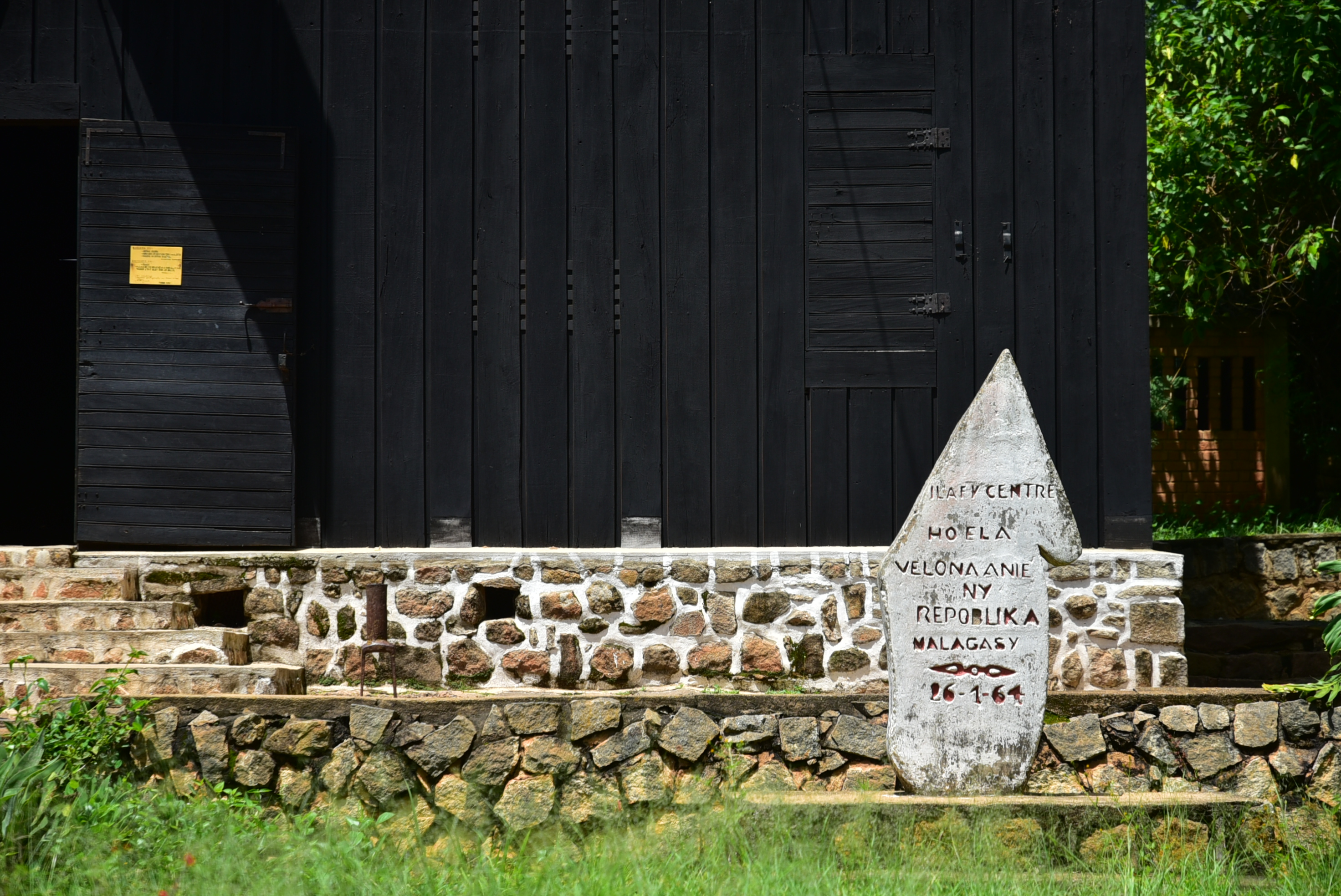
Stèle au palais Royal d'ilafy